# Echeneis naucrates

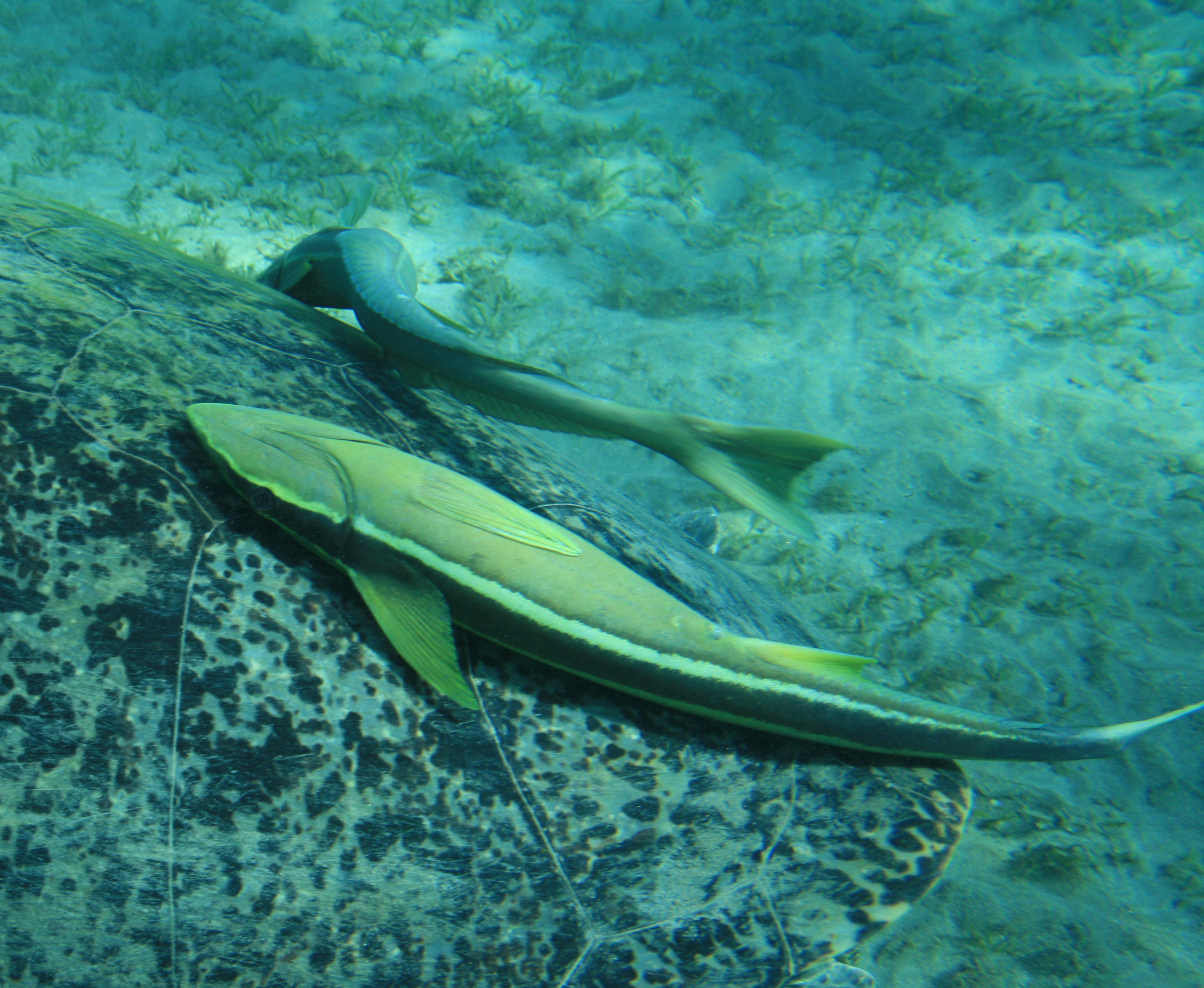
Pegada al caparazón de una tortuga, con su vientre hacia arriba.

La rémora rayada, pega, pegatimón, rémora o guaicán es la especie Echeneis naucrates, un pez marino de la familia de las rémoras o equeneidos, distribuido cosmopolita por todas las aguas subtropicales del planeta.

## Importancia para el hombre
Su pesca es poco comercial y tienen escaso valor, aunque si pueden ser valorados en pesca deportiva y para su uso en acuariología marina. Los nativos suelen emplearlos en la pesca de presas mayores, atando un sedal al pedúnculo de su aleta caudal y soltándola libre, de forma que busque un pez grande y se adhiera a él, momento en que los pescadores usan el hilo para que los guie hasta aquél.

## Anatomía
Aunque se han descrito capturas de hasta 110 cm, la longitud máxima que alcanzan es de unos 66 cm. No tiene espinas ni en la aleta anal ni en la dorsal, teniendo la parte delantera de la aleta dorsal transformada en un disco de succión con 18 a 28 láminas para adherirse a grandes animales. Tiene una catacterística banda de color negro en el lateral del cuerpo. En los adultos la aleta cauda está casi truncada, con los lóbulos superior e inferior algo más largos que la parte media.

## Hábitat y biología
Habita preferentemente zonas costeras asociado a arrecifes, aunque también se le encuentra mar adentro, en un rango de profundidad entre 20 y 50 metros. Es la especie de rémora más abundante en aguas templadas. A menudo se le encuentra nadando libre en solitario en las zonas a resguardo entre los arrecifes de coral. Se ancla a una gran variedad de animales como tiburones, tortugas y cetáceos, incluso se le ha observado unido a otro miembro de su misma especie.
Se alimenta de pequeños peces que capturan, de trozos de las presas de sus hospedadores que se les caen a estos mientras comen o también capturando los parásitos de la piel del hospedador. Los juveniles a menudo actúan como peces limpiadores de otros en el arrecife, prestando este servicio de limpieza a los peces loro.

## Relación interespecífica
La rémora tiene, con respecto a otros peces marinos, un comportamiento beneficiado hacia sí mismo, pero no perjudica al otro ser. Es decir, interacciona con otro individuo sin favorecerlo, ni perjudicarlo, posee un comensalismo. Hay muchos ejemplares de este organismo; se puede adherir al tiburón, a la tortuga, etc. Que de ellos extrae nutrientes y defensa, para no ser atacado por sus depredadores, lo hace sin dañarlos ni perjudicarlos y más beneficiarlo, ya que el otro individuo en el que está adherido la rémora, vive su vida sin importar la de este pez.